# 点状出血
点状出血（英: petechia）とは微小出血（毛細血管の破綻）により生じる身体上の赤色ないし紫色の点。点状出血は一般的に咳嗽、嘔吐のような身体外傷の結果、顔面の点状出血として特に眼の周囲に出現する。この場合の点状出血は通常は無害かつ数日で消失する。点状出血は血小板機能の阻害による血小板減少症（ある種の感染症の治療の副作用などを原因とする）や凝固因子欠損症の症候として出現することもある。